# Alfred Hitchcock présente (série télévisée, 1955)
Pour l’article homonyme, voir Alfred Hitchcock présente (série télévisée, 1985).
Alfred Hitchcock présente (Alfred Hitchcock Presents) est une série télévisée américaine en 268 épisodes de 26 minutes, en noir et blanc, créée par Alfred Hitchcock et diffusée entre le 2 octobre 1955 et le 25 septembre 1960 sur le réseau CBS puis entre le 27 septembre 1960 et le 26 juin 1962 sur le réseau NBC. En septembre 1962, la série The Alfred Hitchcock Hour (Suspicion) prend le relais.

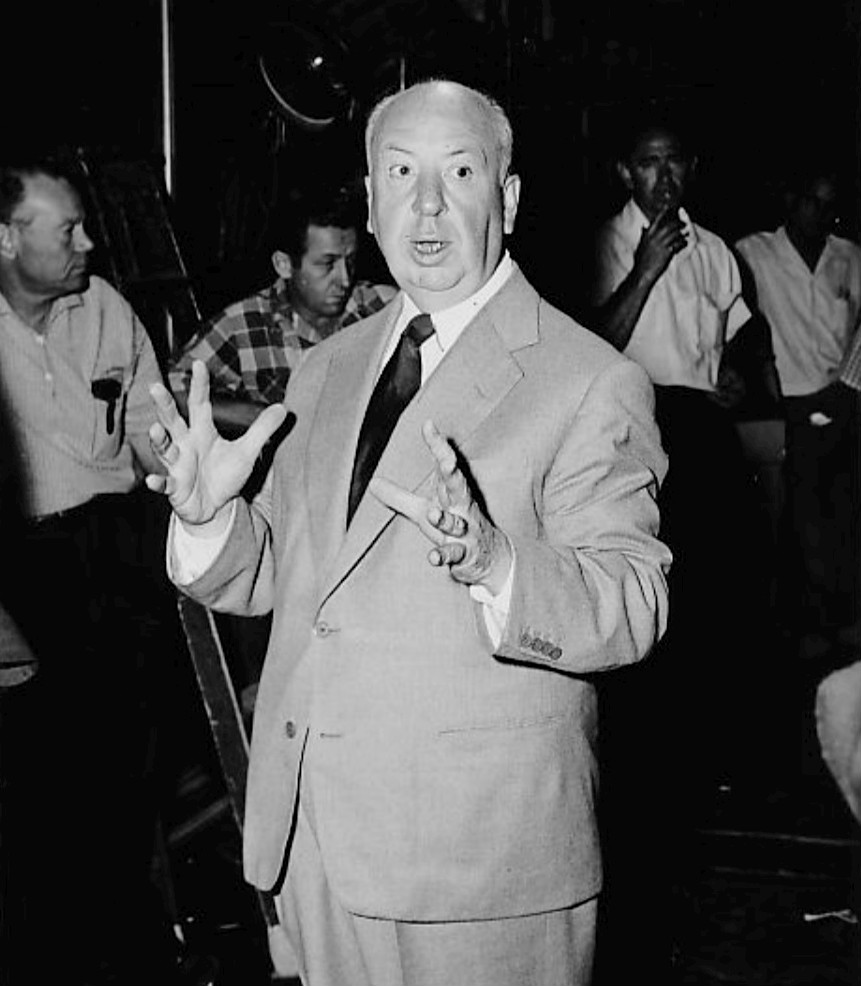
Alfred Hitchcock sur un plateau de tournage.

En France, la série a été diffusée à partir du 12 juillet 1959 sur RTF Télévision. Elle a également été proposée sur TV6 et La Cinq à la fin des années 1980, et sur 13e rue à la fin des années 1990.

## Présentation
Immortalisée par la silhouette d'Alfred Hitchcock apparaissant sur l'écran au son de la Marche funèbre d'une marionnette de Charles Gounod, cette série est composée de petites histoires noires, à la chute souvent inattendue.
Au début de chaque épisode et avant d'en faire la présentation, toujours teintée d'humour noir, Alfred Hitchcock saluait les téléspectateurs d'un sévère « Bonsoir ». Il revenait en épilogue pour exposer sa morale de l'histoire.

## Réalisateurs
De nombreux réalisateurs ont participé à cette série :
- Robert Stevens, 44 épisodes
- Paul Henreid, 28 épisodes
- Herschel Daugherty, 24 épisodes
- Norman Lloyd, 19 épisodes et coproducteur de 184 épisodes
- Alfred Hitchcock, 18 épisodes
- Arthur Hiller, 17 épisodes
- Alan Crosland Jr., 16 épisodes
- James Neilson, 16 épisodes
- Jus Addiss, 10 épisodes
- John Brahm, 10 épisodes
- Robert Stevenson, 7 épisodes
- Don Taylor, 7 épisodes
- Don Weis, 5 épisodes
- Stuart Rosenberg, 5 épisodes
- Robert Florey, 5 épisodes
- Bernard Girard, 4 épisodes
- John Newland, 4 épisodes
- Jules Bricken, 3 épisodes
- John Meredyth Lucas, 3 épisodes
- Boris Sagal, 3 épisodes
- Francis M. Cockrell, 2 épisodes
- Robert Altman, 2 épisodes
- Paul Almond, 2 épisodes
- Bretaigne Windust, 2 épisodes
- Leonard J. Horn, 2 épisodes
- Ida Lupino, 2 épisodes
- Don Medford, 2 épisodes
- George Stevens Jr., 2 épisodes
- Arnold Laven, 1 épisode
- David Swift, 1 épisode
- Gene Reynolds, 1 épisode
- Hilton A. Green, 1 épisode
- Richard Dunlap, 1 épisode
- Alf Kjellin, 1 épisode
- Gordon Hessler, 1 épisode
- Richard Whorf, 1 épisode
- Józef Lejtes, 1 épisode

## Distribution
- Alfred Hitchcock (VF : Claude Bertrand) : le présentateur

Nombre de grands acteurs ont figuré au casting de la série, parmi lesquels :
- Barbara Bel Geddes, 4 épisodes
- Charles Bronson, 3 épisodes
- John Cassavetes, 1 épisode
- James Coburn, 2 épisodes
- Joseph Cotten, 3 épisodes
- Bette Davis, 1 épisode
- Robert Duvall, 1 épisode
- Denholm Elliott, 2 épisodes
- Tom Ewell, 1 épisode
- Peter Falk, 1 épisode
- John Forsythe, 1 épisode
- Virginia Gregg, 4 épisodes
- Vinton Hayworth, 4 épisodes
- Patricia Hitchcock, 10 épisodes
- Cloris Leachman, 3 épisodes
- Peter Lorre, 2 épisodes
- Patrick Macnee, 2 épisodes
- Steve McQueen, 2 épisodes
- Walter Matthau, 4 épisodes
- Ralph Meeker, 4 épisodes
- Vera Miles, 1 épisode
- Elizabeth Montgomery, 1 épisode
- Roger Moore, 1 épisode
- Alan Napier, 6 épisodes
- Kim Novak, 1 épisode
- Sydney Pollack, 1 épisode
- Vincent Price, 1 épisode
- Robert Redford, 1 épisode
- Burt Reynolds, 1 épisode
- William Shatner, 2 épisodes
- Martin Sheen, 1 épisode
- Claire Trevor, 2 épisodes
- Robert Vaughn, 1 épisode
- Dick York, 6 épisodes

## Épisodes

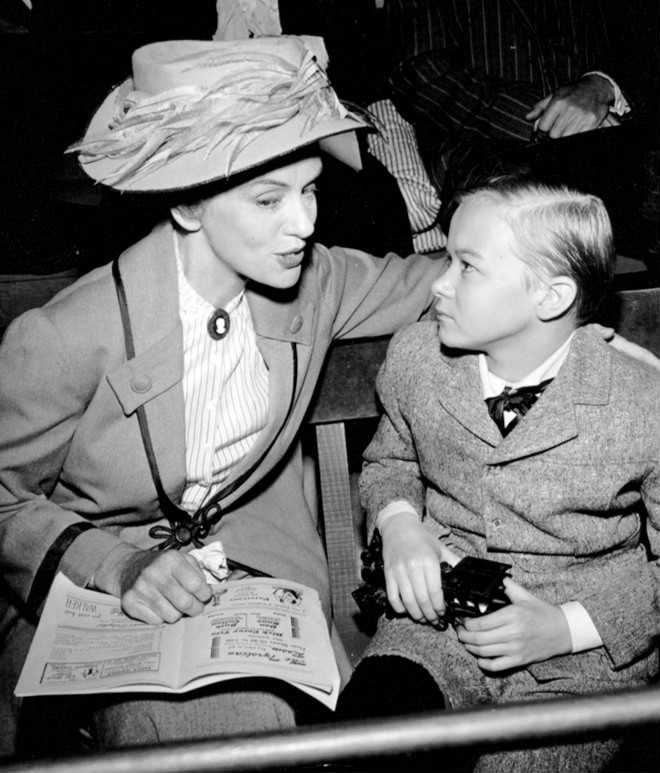
Jessica Tandy et Paul Playdon en 1957 dans l'épisode The Glass Eye.

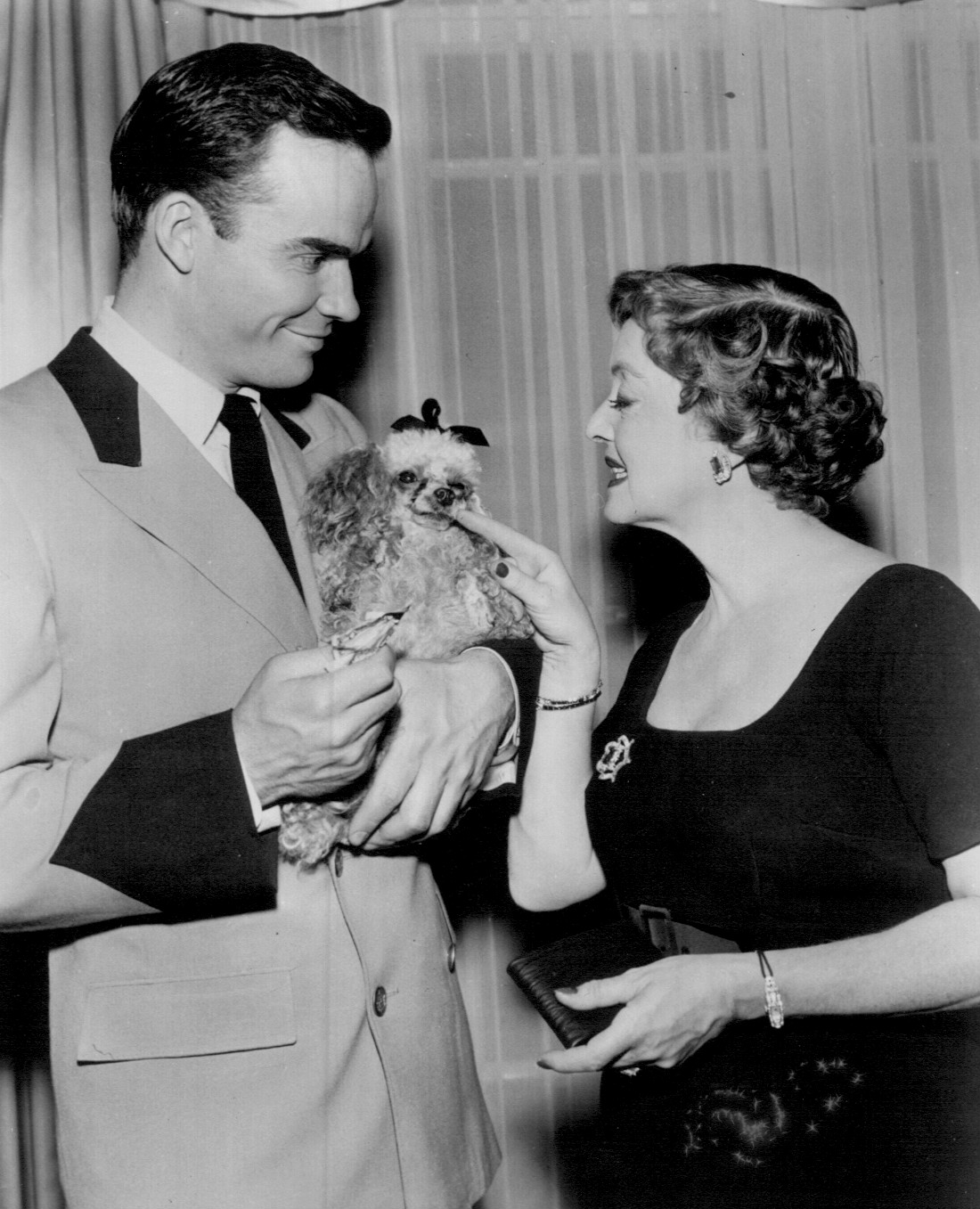
James Congdon et Bette Davis en 1959 dans un épisode de la série.

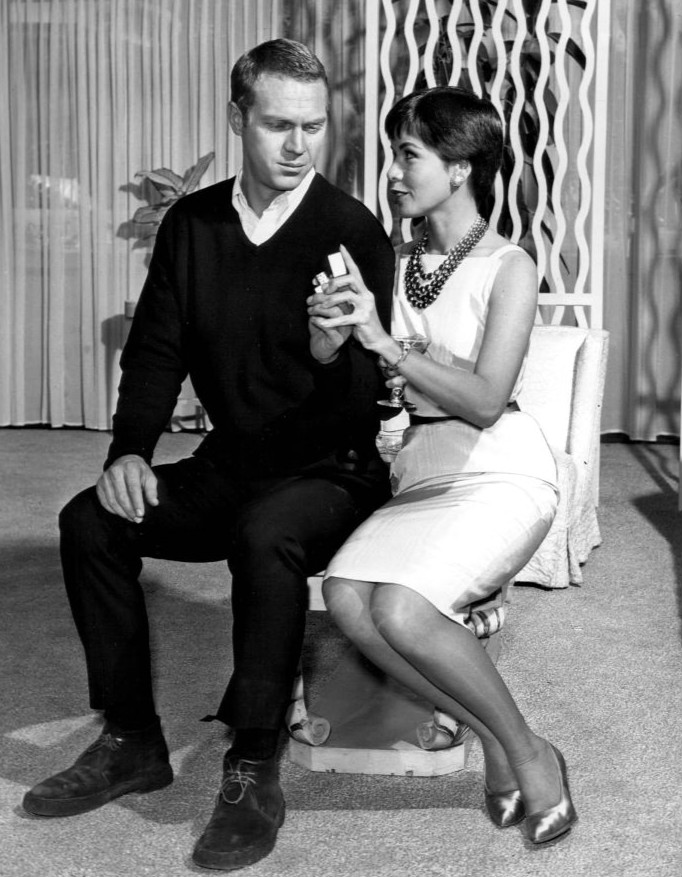
Steve McQueen et Neile Adams en 1960 dans l'épisode Man From the South.

Titre original (suivi entre parenthèses du titre français lorsqu'il y a lieu) et synopsis de chaque épisode. 119 épisodes au total ont été doublés en français. Certains épisodes en français ont la particularité d'être présentés dans cette langue par Hitchcock lui-même, non doublé, mais ces séquences sont absentes des DVD édités en France (simples reprises des éditions américaines), ceux-ci n'ayant donc que des présentations en anglais sous-titré.
Les épisodes disponibles en version française en DVD ont leurs titres en gras.

### Première saison (1955-1956)
1. C'est lui ! (Revenge) : Une femme se fait agresser. Son mari décide de la venger. Avec Ralph Meeker et Vera Miles
2. Premonition (Prémonition) : Un pianiste revient dans le village de son enfance. Avec John Forsythe et Cloris Leachman (*)
3. Triggers in Leash : La propriétaire d'un restaurant tente d'empêcher un duel. Avec Gene Barry et Darren McGavin
4. Don’t Come Back Alive : Pour toucher la prime d'assurance, un couple simule la disparition de la femme, mais le détective de l'assurance pensant qu'il y a meurtre cherche le cadavre. Avec Sidney Blackmer et Virginia Gregg
5. Into Thin Air (Manque d'air) : Une femme et sa mère se rendent à un hôtel. La mère disparaît. Avec Patricia Hitchcock et Alan Napier (*)
6. Salvage : Elle a peur de la vengeance du frère de celui qui est mort à cause de sa trahison. Avec Gene Barry, Nancy Gates et Elisha Cook Jr
7. L'accident (Breakdown) : Un homme d'affaires froid a un accident qui le laisse paralysé. Avec Joseph Cotten
8. Our Cook's a Treasure : Un agent immobilier croit que sa nouvelle cuisinière veut l'empoisonner. Avec Everett Sloane et Beulah Bondi
9. The Long Shot : Un parieur ne peut résister à la somme d'argent qui se présente à lui. Avec Peter Lawford et John Williams
10. Le Cas de monsieur Pelham (The Case of Mr Pelham) : Un homme est pris pour son sosie. Les problèmes commencent. Avec Tom Ewell
11. Guilty Witness : Des voisins entendent une querelle. Le mari disparaît. Avec Judith Evelyn
12. Santa Claus and the Tenth Avenue Kid : Un récidiviste en conditionnel obtient un travail. Avec Barry Fitzgerald
13. The Cheney Vase : Un conservateur de musée tente d'obtenir un vase. Avec Darren McGavin, Carolyn Jones et Patricia Collinge
14. A Bullet for Baldwin : Lorsque Mr Stepp se fait virer, il tire sur son patron. Avec John Qualen et Sebastian Cabot
15. The Big Switch : Un homme désire tuer sa fiancée. Il se procure un alibi. Avec George E. Stone
16. You Got to Have Luck : réalisation Robert Stevens : Un évadé se réfugie dans une ferme où se trouve une femme seule. Avec John Cassavetes et Marisa Pavan
17. The Older Sister : réalisation Robert Stevens : Un an après le meurtre brutal de leurs parents, une journaliste interroge les deux sœurs Avec Joan Lorring et Carmen Mathews
18. Shopping for Death : réalisation Robert Stevens, scénario Ray Bradbury : Deux assureurs à la retraite estiment les risques de mort prochaine d'une femme agressive. Avec Jo Van Fleet et Michael Ansara
19. The Derelicts : réalisation Robert Stevenson : Un inventeur est victime de chantage. Avec Robert Newton
20. And So Died Riabouchinska (La mort de Riabouchinska) : réalisation Robert Stevenson, histoire de Ray Bradbury : Un inspecteur interroge la marionnette d'un ventriloque à propos d'un meurtre. Avec Claude Rains et Charles Bronson (*)
21. Safe Conduct : Une journaliste américaine, après avoir rencontré une star du football dans le train du retour de derrière le rideau de fer, est accusée de contrebande Avec Claire Trevor, Jacques Bergerac et Werner Klemperer
22. Place of Shadows : Assoiffé de vengeance, un homme poursuit sa victime dans un monastère. Avec Everett Sloane et Claude Akins
23. Back for Christmas : Fatigué des remontrances de sa femme, un homme décide de la tuer. Avec John Williams
24. The Perfect Murder (Le meurtre parfait) : Deux frères veulent tuer leur tante. Avec Hurd Hatfield et Mildred Natwick (*)
25. There Was an Old Woman (La vieille) : Un couple d'escrocs essaient de trouver le magot d'une vieille femme un peu sénile. Avec Charles Bronson et Estelle Winwood (*)
26. Whodunit ? (Qui a tué ?) : Un écrivain de polar assassiné peut revivre sa dernière journée afin de découvrir son meurtrier. Avec John Williams et Amanda Blake (*)
27. Help Wanted : Un homme à court d'argent accepte une offre de son patron. Avec John Qualen et Lorne Greene
28. Portrait of Jocelyn : Un homme voit soudain réapparaître sa femme qu'il avait tuée. Avec Nancy Gates
29. The Orderly World of Mr Appleby : Un antiquaire est prêt à tout pour sauver son commerce. Avec Michael Ansara
30. Never Again : Une alcoolique tente de décrocher. Avec Warren Stevens et Phyllis Thaxter
31. The Gentleman from America : Un gentleman accepte de passer la nuit dans une maison hantée. Avec Biff McGuire
32. The Baby Sitter (La Baby-Sitter) : Une baby-sitter est interrogée au sujet de l'assassinat de la mère de l'enfant. Avec Thelma Ritter et Mary Wickes (*)
33. The Belfry (Le clocher) : Tout le village traque l'assassin, par jalousie, du fiancé de la maîtresse d'école. Avec Patricia Hitchcock et Dabbs Greer (*)
34. The Hidden Thing : Dana n'arrive pas à se souvenir de la plaque d'immatriculation de la voiture qui a tué sa fiancée. Avec Biff McGuire
35. The Legacy : Un prince courtise une jeune femme riche et mariée. Avec Jacques Bergerac et Leora Dana
36. Mink : réalisation Robert Stevenson : Une mère au foyer doit prouver qu'elle n'a pas volé son manteau de fourrure. Avec Ruth Hussey
37. Decoy : Un homme accusé de meurtre tente de prouver son innocence. Avec Frank Gorshin et Cara Williams
38. The Creeper : Un sérial killer terrorise un quartier. Avec Constance Ford et Steve Brodie
39. Momentum (La Foire d'empoigne): réalisation Robert Stevens, histoire de Cornell Woolrich : N'osant réclamer son dû à son ancien patron, il le vole Avec Skip Homeier, Joanne Woodward (*)

(*) Épisode dont la version française a été perdue, disponible uniquement en DVD en VOST.

### Deuxième saison (1956-1957)
1. Jour de pluie (Wet Saturday) : Une jeune fille attardée a tué un homme à coup de maillet. Pour protéger sa famille, son père cherche le coupable idéal. Avec Cedric Hardwicke et John Williams
2. Fog Closing In : Une femme confie ses angoisses à un évadé d'hôpital psychiatrique, alors que son mari est absent. Avec George Grizzard et Phyllis Thaxter
3. De Mortuis : Un vieux professeur d'université en train de couler une dalle, apprend que sa femme est volage. Avec Cara Williams et Henry Jones
4. Kill with Kindness : La charité pour le sans-abri de ce couple frère/sœur se révèle un calcul pour toucher l'assurance-vie. Avec Hume Cronyn et Carmen Mathews
5. None Are so Blind : Seymour se déguise pour assassiner sa tante. Avec Hurd Hatfield et Mildred Dunnock
6. Toby : Albert retrouve son amour de jeunesse qui accepte de l'épouser. Avec Jessica Tandy
7. Alibi Me : Georgie cherche un alibi après le meurtre de son rival. Avec Lee Philips
8. Conversation Over a Corpse : Deux sœurs empoisonnent le promoteur qui veut racheter leur maison. Avec Dorothy Stickney et Carmen Mathews
9. Crack of Doom : Un ex-joueur de poker raconte pourquoi il a arrêté de jouer. Avec Robert Middleton
10. Jonathan : Un fils a une relation fusionnelle avec son père et soupçonne sa belle-mère du meurtre de celui-ci. Avec Corey Allen
11. Le Meilleur Marché (The Better Bargain) : Un riche et âgé mafieux se défie de sa jeune femme volage et embauche un tueur à gages. Avec Henry Silva et Robert Middleton
12. The Rose Garden : Un éditeur visite l'auteure d'un manuscrit et pressent la réalité derrière la fiction. Avec John Williams et Patricia Collinge
13. Le Secret de M. Blanchard (Mr Blanchard's Secret) : Une écrivaine de polar imagine les crimes de son mystérieux voisin. Avec Mary Scott et Robert Horton
14. John Brown's Body : Avec l'aide de la femme de son patron, le second ambitieux manœuvre pour le rendre fou. Avec Hugh Marlowe et Leora Dana
15. Crackpot : En convolant, de jeunes mariés, dont la tante vient de mourir, reçoivent l'aide d'un étranger bizarre et cinglé . Avec Mary Scott, Robert Emhardt et Biff McGuire
16. Nightmare in 4-D : Entre voisins, rendre service peut amener à camoufler un meurtre. Avec Norman Lloyd et Henry Jones
17. My Brother, Richard : Un industriel tue l'opposant de son frère aux élections et le menace afin qu'il trouve un coupable. Avec Harry Townes, Royal Dano et Inger Stevens
18. The Manacled : Au cours d'un transfert en train, un prisonnier propose une somme astronomique pour recouvrer la liberté. Avec Gary Merrill et William Redfield
19. A Bottle of Wine : Un juge veut prouver que l'amant de sa femme ne la mérite pas. Avec Robert Horton et Herbert Marshall
20. Malice Domestic : Le médecin de Carl soupçonne l'épouse de Carl d'empoisonner son mari. Avec Ralph Meeker et Phyllis Thaxter
21. Number Twenty-Two : Il a braqué une confiserie avec un jouet, se retrouve en prison et fanfaronne. Avec Russel Collins, Rip Torn et Paul Picerni
22. The End of Indian Summer : Un inspecteur d'assurance enquête sur une vieille femme dont les précédents maris sont morts lors du voyage de noces. Avec Steve Forrest et Gladys Cooper
23. One for the Road : Le mari partage sa semaine entre sa femme et sa maîtresse, elles le somment de faire un choix. Avec Louise Platt
24. The Cream of the Jest (Test) : Un acteur au chômage joue son dernier rôle. Avec Claude Rains, James Gregory et Paul Picerni (*)
25. I Killed the Count (part. 1/3) : Un Comte est assassiné. Une enquête est menée. Avec John Williams, Alan Napier et Patricia Hitchcock
26. I Killed the Count (part. 2/3) : L'enquête sur le comte se poursuit. Avec Rosemary Harris, Anthony Dawson et Melville Cooper
27. I Killed the Count (part. 3/3) : Conclusion de l'enquête. Avec John Williams
28. Incident de parcours (One More Mile to Go) : La voiture d'un homme lui joue des tours depuis qu'il a tué sa femme. Avec David Wayne et Steve Brodie
29. Vicious Circle (Cercle vicieux) : Un tueur à gages doit choisir entre son amour et son travail. Avec Dick York, George Macready et Kathleen Hughes (*)
30. The Three Dreams of Mr Findlater : Un homme rêve d'une femme qui essaie de tuer son épouse. Avec John Williams
31. The Night the World Ended : Des livreurs de journaux font une sale blague à un homme qui désire se venger. Avec Harold J. Stone et Russell Collins
32. The Hands of Mr Ottermole : Un meurtrier profite du brouillard pour plonger la police dans la confusion. Avec Theodore Bikel et Torin Thatcher
33. Le Cloché (A Man Greatly Beloved) : Un homme refuse que son jardin soit usité pour activités paroissiales. Avec Cedric Hardwicke, Hugh Marlowe et Robert Culp
34. Martha Mason, Movie Star : Mabel se prend pour une star de cinéma. Avec Judith Evelyn
35. The West Warlock Time Capsule : Un taxidermiste décide de se débarrasser de son beau-frère. Avec Henry Jones et Mildred Dunnock
36. Father and Son : Un fils ingrat se sert de son père pour le protéger. Avec Edmund Gwenn
37. The Indestructible Mr. Weems : Un nouveau cimetière ouvre en ville. Avec Joe Mantell et Robert Middleton
38. A Little Sleep : Deux frères dont l'un est tueur partagent une habitation avec une femme. Avec Vic Morrow et Barbara Cook
39. The Dangerous People : Deux voyageurs sont convaincus que l'autre est un psychopathe. Avec Albert Salmi

(*) Épisode dont la version française a été perdue, disponible uniquement en DVD en VOST.

### Troisième saison (1957-1958)
1. L'Œil de verre (The Glass Eye) : Une femme s'apprête à rencontrer son artiste favori. Avec Jessica Tandy, Rosemary Harris et William Shatner
2. Le Courrier prophétique (The Mail Order Prophet) : Un homme suit les prescriptions mystérieuses d'un inconnu. Avec E.G. Marshall et Jack Klugman
3. Crime parfait (The Perfect Crime) : Un détective est à la recherche du crime parfait. Avec Vincent Price et James Gregory
4. L'Engrenage (Heart of Gold) : Un relâché de prison est hébergé dans une famille. Avec Nehemiah Persoff et Ed Binns
5. Le Témoin silencieux (The Silent Witness) : Un professeur d'université tue une liaison et laisse un témoin. Avec Don Taylor et Patricia Hitchcock
6. On offre récompense (Reward to Finder) : Un balayeur trouve un sac plein d'argent. Avec Jo Van Fleet, Oskar Homolka et Claude Akins
7. Assez de corde pour deux (Enough Rope for Two) : Un homme cherche à recouvrer la liberté. Avec Jean Hagen et Steven Hill
8. Dernière Volonté (The Last Request) : Un homme est incarcéré pour un meurtre non commis. Avec Harry Guardino, Hugh Marlowe et Cara Williams
9. La Gamine (The Young One) : Le désir d'une adolescente la conduit au meurtre. Avec Carol Lynley, Vince Edwards et Jeannette Nolan (*)
10. Corps diplomatique (The Diplomatic Corpse) : Un couple doit transporter un cadavre à Mexico. Avec Peter Lorre et George Peppard
11. Chantage (The Deadly) : Un plombier harcèle des femmes au foyer. Avec Craig Stevens, Lee Philips et Phyllis Thaxter
12. Le Chat de Miss Paisley (Miss Paisley's Cat) : La mort d'un chat cause de violentes réactions en chaîne. Avec Dorothy Stickney et Raymond Bailey
13. La Nuit de l'exécution (Night of the Execution) : Un vagabond s'accuse d'un crime qui a été pourtant commis par quelqu'un d'autre. Avec Pat Hingle
14. Le Pourcentage (The Percentage) : Un vétéran de la guerre de Corée cherche à masquer ses peurs. Avec Alex Nicol
15. Le réveillon manqué (Together) : Un homme tue sa maîtresse le jour de Noël. Avec Joseph Cotten (*)
16. Sylvia (Sylvia) : Sylvia fera tout pour empêcher son ex de revenir dans sa vie. Avec Ann Todd et John McIntire
17. Les Mobiles du crime (The Motive) : Tommy Greer, obsédé par la raison, veut prouver que son ami a tort. Avec Skip Homeier et William Redfield
18. Le Bain de minuit (Miss Bracegirdle Does Her Duty) : Une vieille femme est coincée dans la chambre d'hôtel d'un meurtrier. avec Mildred Natwick
19. Provocation (The Equalizer) : Un homme d'apparence moyenne cherche à récupérer sa femme. Avec Leif Erickson et Martin Balsam
20. À cheval (On the Nose) : Une femme cherche à se sortir d'un dilemme. Avec Jan Sterling et David Opatoshu
21. Invité pour le petit-déjeuner (Guest for Breakfast) : Un braqueur intervient lorsqu'un couple se dispute au petit-déjeuner. Avec Joan Tetzel
22. The Return of the Hero : Un vétéran de guerre contacte sa famille après une escale. Avec Marcel Dalio et Jacques Bergerac
23. La Maison idéale (The Right Kind of the House) : Une femme veut venger la mort de son fils. Avec Robert Emhardt, James Drury et Jeannette Nolan
24. La Sirène de brume (The Foghorn) : Une femme tombe amoureuse lors d'une fête. avec Barbara Bel Geddes et Michael Rennie
25. Barbara (Flight to the East) : Un reporter passe du statut de mauvais à celui de héros. Avec Gary Merrill et Anthony George (*)
26. Arsenic et vieilles demoiselles (Bull in a China Shop) : Un détective se lie d'amitié avec un groupe de vieilles femmes. Avec Dennis Morgan et Estelle Winwood (*)
27. Le défunt se porte bien (Disappearing Trick) : Un homme découvre le cadavre de son ami bien portant. Avec Perry Lopez (*)
28. L'inspecteur se met à table (Lamb to the Slaughter) : Un policier est assassiné par sa femme, mais personne ne trouve l'arme du crime. Avec Barbara Bel Geddes et Harold J. Stone
29. L'Homme des statistiques (Fatal Figures) : Un homme cherche à avoir une existence plus intéressante. Avec John McGiver (*)
30. Death Sentence : Un homme est hanté par son passé. Avec James Best et Steve Brodie
31. The Festive Season : Un homme pense que sa sœur a tué sa fiancée. Avec Carmen Mathews
32. Listen, Listen.....! : Trois femmes ont été assassinées. Le principal suspect n’avoue que deux des crimes. Avec Edgar Stehli
33. Post Mortem : Un couple découvre un cadavre. Avec Steve Forrest, Joanna Moore et James Gregory
34. La Valise en crocodile (The Crocodile Case) : Les efforts d'un malfrat pour impressionner une femme. Avec Denholm Elliott et Hazel Court
35. Dip in the Pool : Un insatiable parieur fait un dernier effort pour résister à son vice. Avec Keenan Wynn et Fay Wray
36. Une bonne cachette (The Safe Place) : Le plan idéal selon un banquier. Avec Jerry Paris
37. La Voix (The Canary Sedan) : Une femme souffre d'hallucinations auditives. Avec Jessica Tandy (*)
38. The Impromptu Murder : Un homme souhaite assassiner un de ses clients. Avec Hume Cronyn et Robert Douglas
39. Little White Frock : Un acteur de théâtre décide de prendre sa retraite. Avec Julie Adams et Herbert Marshall

(*) Épisode dont la version française a été perdue, disponible uniquement en DVD en VOST.

### Quatrième saison (1958-1959)
1. Poison : Un planteur de coton est mordu par un serpent venimeux. Avec Wendell Corey, James Donald et Arnold Moss
2. Silence (Don’t Interrupt) : Un fou s'échappe et approche d'un train enneigé. Un petit garçon doit se taire gagner une pièce et ne pas le signaler. Avec Chill Wills, Cloris Leachman et Scatman Crothers
3. The Jokester : Une blague sur une veillée funèbre sera celle de trop. Avec James Coburn, Roscoe Ates et Albert Salmi
4. The Crooked Road : Un couple arrive dans une ville corrompue. Avec Walter Matthau, Richard Kiley et Patricia Breslin
5. The $ 2,000,000 Defense : Un homme accusé de meurtre tente de sortir de prison par corruption. Avec Barry Sullivan, Leslie Nielsen et Herbert Anderson
6. Design for Loving : Un homme achète un robot clone pour se libérer. Avec Norman Lloyd , Elliott Reid et Marian Seldes
7. Man with a Problem : Un policier veut empêcher un suicide. Avec Elizabeth Montgomery, Gary Merrill et Peter Mark Richman
8. Témoin protégé (Safety for the Witness) : Témoin d'un meurtre, un homme veut se cacher. Avec Art Carney, Robert Bray et James Westerfield.
9. Murder Me Twice : Une femme hypnotisée tue son mari. Avec Phyllis Thaxter et Tom Helmore
10. Les Trois Femmes d'Oliver (Tea Time) : Un triangle amoureux finit mal. Avec Margaret Leighton et Marsha Hunt
11. And the Desert Shall Blossom : Un tueur en fuite entre dans la propriété infertile de deux vieux cowboys menacés d'expulsion. Avec William Demarest, Roscoe Ates et Ben Johnson
12. Un simple accident (Mrs Herman and Mrs Fenimore) : Une femme complote avec une comédienne sur le déclin pour assassiner un oncle dont elle veut hériter. Avec Mary Astor, Russell Collins et Doro Merande.
13. Six People, No Music : Un homme ressuscite. Avec John McGiver, Peggy Cass et Howard Smith.
14. The Morning After : Une mère veut stopper la relation entre sa fille et son gendre. Avec Robert Alda et Dorothy Provine
15. Une affaire personnelle (A Personal Matter) : Un ingénieur détesté par son patron doit sauver son coéquipier. Avec Wayne Morris, Joe Maross et Frank Silvera
16. La Promenade du chien (Out There - Darkness) : Une femme souffre de problèmes d'argent. Avec Bette Davis, James Congdon
17. L'Incendie (Total Loss) : Un fournisseur suggère à la propriétaire d'un magasin en difficulté d'y mettre le feu pour toucher les assurances. Avec Nancy Olson et Ralph Meeker
18. Le faux pas (The Last Dark Step) : Un homme tente de tromper sa femme. Avec Robert Horton, Fay Spain, Joyce Meadows (*)
19. Le réveil de la mariée (The Morning of the Bride) : Une femme rencontre sa belle-mère pour la première fois. Avec Barbara Bel Geddes, Don Dubbins et Patricia Hitchcock (*)
20. The Diamond Necklace : Un bijoutier est mis en retraite anticipée. Avec Claude Rains et Betsy von Furstenberg
21. Relative Value : Un homme imite la signature de son oncle. Avec Denholm Elliott et Torin Thatcher
22. The Right Price : Un homme surprend un cambrioleur qui lui fait une offre intéressante. Avec Jane Dulo
23. I'll Take Care of You : Un homme tente de guérir sa femme. Avec Ralph Meeker et Russell Collins
24. Trafic de bijoux (The Avon Emeralds) : Une femme fait du trafic de bijoux. Avec Roger Moore, Hazel Court et Alan Napier
25. La Gentille Serveuse (The Kind Waitress) : Une vieille cliente fait son testament en faveur d'une serveuse modèle qui s'impatiente . Avec Olive Deering
26. Cheap is Cheap : Le meurtre coûte moins cher que le divorce pour Leonard. Avec Dennis Day
27. The Waxwork : Un reporter passe la nuit dans un musée de cire. Avec Barry Nelson et Everett Sloane
28. The Impossible Dream : Un vieil acteur est harcelé. Avec Franchot Tone et Mary Astor
29. Banquo’s Chair : Une mise en scène théâtrale pour confondre un meurtrier. Avec John Williams et Reginald Gardiner
30. A Night with the Boys : Un homme perd au jeu et refuse de l'avouer à sa femme. Avec John Smith
31. Le Témoin (Your Witness) : Un avocat discrédite le témoin d'un accident de la circulation. Avec Brian Keith et Leora Dana
32. Le Martien (Human Interest Story) : Un homme prétend être un martien déguisé en humain. Avec Steve McQueen et Arthur Hill
33. Le tiroir secret (The Dusty Drawer) : Un homme jure de se venger. Avec Dick York (*)
34. A True Account : Une nurse raconte à un avocat que sa patiente a été assassinée par son mari. Avec Jane Greer, Kent Smith, Robert Webber et Jocelyn Brando
35. Touché (Touché) : Il incite le mari trompé à provoquer l'amant en duel. Avec Paul Douglas, Robert Morse et Hugh Marlowe (*)
36. Invitation to an Accident : La lune de miel s'arrête pour Joseph quand il découvre qu'il est cocu. Avec Gary Merrill et Joanna Moore

(*) Épisode dont la version française a été perdue, disponible uniquement en DVD en VOST.

### Cinquième saison (1959-1960)
1. Arthur (Arthur) : Arthur, un fermier éleveur de poules, a tué son ex-fiancée. Mais la police recherchera en vain le corps. Avec Laurence Harvey, Hazel Court et Patrick Macnee
2. The Crystal Trench : Son mari ayant disparu en montagne, la jeune veuve refuse de se remarier. Avec James Donald, Patricia Owens, Werner Klemperer et Patrick Macnee
3. Appointement at Eleven : Un jeune homme déambule de bar en bar en attendant le rendez-vous qu'il s'est fixé à 23h pour tuer le père haï. Avec Clint Kimbrough, Clu Gulager
4. Coyote Moon (Le coyote et La Lune) : John est dévalisé par un trio d'auto-stoppeurs. Avec Macdonald Carey et Collin Wilcox Paxton (*)
5. Rapide et indolore (No Pain) : Sous respirateur artificiel, le millionaire a peur que sa femme veuille l'assassiner. Avec Brian Keith et Joanna Moore
6. Anniversary Gift : Le cadeau empoisonné d'un mari à sa riche femme qui possède une vraie ménagerie. Avec Harry Morgan et Jackie Coogan
7. Galop d'essai (Dry Run) : Un employé réussira-t-il le test de son boss, qui lui demande de remettre une enveloppe à un voyou et de le tuer ? Avec Walter Matthau, Robert Vaughn et David White
8. La Méthode Blessington (The Blessington Method) : Dans un avenir où les gens vivent de plus en plus vieux, une société de gérontologie propose une solution. Avec Dick York et Henry Jones
9. Attaque nocturne (Dead Weight) : Un couple illégitime est braqué. Avec Joseph Cotten, Julie Adams et Don Gordon
10. Paquet recommandé (Special Delivery) scénario Ray Bradbury : Un garçonnet reçoit sa commande de champignons à croissance rapide. Avec Stephen Dunne et Beatrice Straight
11. Road Hog : Un fermier perd son fils quand le véhicule précédant le sien l'empêche de se rendre à la clinique. Avec Robert Emhardt, Richard Chamberlain et Raymond Massey
12. La Spécialité de la maison (Speciality of the House) : Une spécialité de la maison est servie dans un restaurant. Avec Robert Morley
13. Le Pont du hibou (An Occurrence at Owl Creek Bridge) : Un confédéré est sur le point d'être pendu. Avec Ronald Howard, James Coburn et Kenneth Tobey
14. Abus de confiance (Graduating Class) : Un professeur découvre la vérité sur ses étudiantes. Avec Wendy Hiller
15. Man from the South (L'Homme du sud) histoire de Roald Dahl : Un joueur accepte un pari qui met en jeu son petit doigt. Avec Steve McQueen et Peter Lorre (*)
16. L'Icône d'Elijah (The Ikon of Elijah) : Un antiquaire séjourne dans un monastère pour s'emparer d'une icône. Avec Oskar Homolka et Sam Jaffe
17. Une cure radicale (The Cure) : Une femme perd littéralement la tête. Avec Nehemiah Persoff, Cara Williams et Peter Mark Richman
18. Flagrant délit d'opinion (Backward, Turn Backward) : La vindicte populaire désigne le vieil homme comme coupable du meurtre du père de sa jeune fiancée. Avec Alan Baxter, Tom Tully
19. Pas le genre à s'enfuir (Not the Running Type) : Le discret comptable a disparu en volant de l'argent, mais il se rend sans rendre l'argent. Avec Paul Hartman et Bert Freed
20. Mort en différé (The Day of the Bullet) : Un homme se souvient de son ami d'enfance, un gangster. Avec Harry Landers
21. Auto-Stop (Hitch Hike) : Ramassé en auto-stop, un homme vit un enfer. Avec Suzanne Pleshette, Robert Morse et John McIntire
22. L’Autre Côté (Across the Threshold) : Une veuve surprotège son fils. Avec George Grizzard et Patricia Collinge
23. Le Testament de Craig (Craig's Will) : Un chien hérite de la fortune de son maître. Avec Dick Van Dyke, Stella Stevens et Paul Stewart
24. Madame Mystère (Madame Mystery) : Une actrice relance sa carrière. Avec Audrey Totter
25. Le Petit Homme (The Little Man Who Was There) : Un homme se prétend diabolique. Avec Norman Lloyd et Arch Johnson
26. Maman est-ce que je peux me baigner ? (Mother, May I Go Out to Swim ?) : John est très proche de sa mère qui n'apprécie guère sa fiancée. Avec William Shatner et Jessie Royce Landis
27. Le Pendule à coucou (The Cuckoo Clock) : Un psychopathe se réfugie dans une ferme. Avec Beatrice Straight et Fay Spain
28. Quarante détectives plus tard (Forty Detectives Later) : Après avoir localisé, le meurtrier de sa femme, il loue les services d'un détective pour le tuer. Avec James Franciscus et Jack Weston
29. Le Héros (The Hero) : Lors d'une croisière, le riche entrepreneur reconnaît un ancien partenaire censé être mort. Avec Eric Portman, Oskar Homolka et Irene Tedrow
30. Insomnie (Insomnia) : Charlie souffre d'insomnie depuis que son beau-frère l'accuse d'être responsable de la mort de sa femme dans un incendie. Avec Dennis Weaver
31. Je sais me défendre (I Can Take Care of Myself) : Un gangster et un pianiste s'affrontent. Avec Frankie Darro
32. Un mort de trop (One Grave Too Many) : Endetté, il dérobe le portefeuille d'un cataleptique. Avec Neile Adams et Jeremy Slate
33. La commère (Party Line) : La commère écoute les conversations téléphoniques sur une ligne partagée et refusera de céder la ligne a un joueur invétéré, ce qui aura des conséquences mortelles. Avec Royal Dano, Arch Johnson et Ellen Corby
34. Cellule 227 (Cell 227) : Un condamné à mort refuse de solliciter un sursis. Avec Brian Keith et James Best
35. La Méthode Schartz-Metterklume (The Schartz-Metterklume Method) histoire de Saki: Les histoires d'une gouvernante atypique. Avec Hermione Gingold
36. Que justice soit faite (Letter of Credit) : Un banquier raconte le vol de 200000$ alors que le jugé coupable vient de mourir en s'évadant. Avec Cyril Delevanti
37. Echappé dans le désert (Escape to Sonoita) : Deux kidnappeurs volent un camion sur la route du désert, mais le vieux routier avait tout prévu. Avec Burt Reynolds et Harry Dean Stanton
38. Petit poisson deviendra grand (Hooked) : Un gigolo marié s'éprend d'une jeune étudiante et projette le meurtre par noyade de sa riche épouse. Avec Anne Francis

(*) Épisode dont la version française a été perdue, disponible uniquement en DVD en VOST.

### Sixième saison (1960-1961)
1. Le Manteau (Mrs. Bixby and the Colonel's Coat) : Un manteau de fourrure échoit à Mme Bixby quand son amant souhaite mettre fin à la relation. Avec Audrey Meadows et Les Tremayne
2. The Doubtful Doctor : Ralph Jones revient en arrière de deux ans dans le passé. Avec Dick York et Gena Rowlands
3. Le voleur plein de bonnes intentions (Very Moral Theft) : Un homme d'affaires tente d'arnaquer sa petite amie. Avec Walter Matthau et Betty Field
4. The Contest for Aaron Gold de Norman Lloyd : Un garçon passe son été à modeler une statue. Avec Sydney Pollack
5. L'Autre Train (The Five-Forty-Eight) : Un vieil homme est piégé par sa secrétaire. Avec Phyllis Thaxter
6. Correspondance amoureuse (Pen Pal) : Rod Collins recherche sa correspondance amoureuse. Avec Clu Gulager et Stanley Adams
7. Outlaw in Town : Un homme se retrouve déserteur en ville. Avec Ricardo Montalban, Constance Ford et Arch Johnson
8. Il faut que jeunesse se passe (O Youth and Beauty!) : Bentley ferait tout pour rajeunir. Avec Gary Merrill et Patricia Breslin
9. The Money : Larry entreprend de cambrioler la banque familiale. Avec Robert Loggia et Doris Dowling
10. Sybilla (Sybille) : Sybille divorce de son mari. Avec Barbara Bel Geddes (*)
11. The Man with Two Faces : Une veuve a des soucis avec son gendre. Avec Spring Byington
12. La Lettre (The Baby-Blue Expression) : Philip Weaver fera tout pour tuer son employé. Avec Richard Gaines
13. Pas vu, pas pris (The Man Who Found the Money) : William Benson apprend que l'honnêteté peut poser un problème. Avec Arthur Hill et R.G. Armstrong
14. The Changing Heart : Dane Ross tombe amoureux d'une femme aimant son grand-père. Avec Anne Helm
15. Summer Shade : Les Kendall s'inquiètent des fréquentations de leurs filles. Avec Julie Adams, James Franciscus et Veronica Cartwright
16. A Crime for Mothers : Une alcoolique menace de retirer sa fille de ses parents adoptifs avec Claire Trevor dirigée par Ida Lupino.
17. The Last Escape : Une blague a un effet incroyable sur un couple. Avec Keenan Wynn et Jan Sterling
18. Le Plus Grand Monstre du cinéma parlant (The Greatest Monster of Them All) : Le plus grand monstre du cinéma parlant est sur le point de se produire. Avec Richard Hale et Sam Jaffe
19. The Landlady : Un jeune homme s'arrête dans une auberge. Avec Dean Stockwell et Patricia Collinge
20. The Throwback : Un homme découvre que sa petite amie sort avec un senior. Avec Bert Remsen
21. La Vengeance (The Kiss-Off) : Ernie peut enfin profiter de sa liberté. Avec Rip Torn et Bert Freed
22. The Horseplayer : Un religieux est tenté de céder à ses pulsions. Avec Claude Rains
23. Incident in a Small Jail : Un vendeur partage la cellule d'un meurtrier. Avec Richard Jaeckel
24. A Woman's Help : Arnold est tombé amoureux de l'infirmière de sa femme. Avec Geraldine Fitzgerald
25. Pièce de musée (Museum Piece) : Une pièce de musée cause des problèmes à un visiteur. Avec Larry Gates et Edward Platt
26. Coming, Mama : Lucy va enfin pouvoir se marier. Avec Eileen Heckart
27. Deathmate : C'est la fin du jeu pour un escroc qui a passé sa vie à arnaquer les gens. Avec Lee Philips et Gia Scala
28. Reconnaissance (Gratitude) : Un parieur est effrayé à l'idée d'être assassiné. Avec Peter Falk
29. The Pearl Necklace : Charlotte tombe amoureuse d'un homme vieux et malade. Avec Hazel Court et Jack Cassidy
30. You Can't Trust a Man : Un homme qui a purgé une peine de prison pour le meurtre que sa femme a commis revient. Avec Polly Bergen
31. The Gloating Place : Susan Harper prétend avoir été attaquée par un homme. Avec Marta Kristen
32. Self Defense : Le courage n'est pas la seule motivation de Gérald. Avec George Nader et Audrey Totter
33. A Secret Life : James veut divorcer, convaincu que sa femme le trompe. Avec Mary Murphy et Arte Johnson
34. Servant Problem : Kerwin voit réapparaître sa femme pourtant disparue. Avec Jo Van Fleet
35. Réunion de famille (Coming Home) : Libéré, un homme voit son argent fondre. Avec Jeanette Nolan
36. Arrangements finaux (Final Arrangements) : Leonard a acheté un cercueil vide et doit trouver avec quoi le remplir. Avec Martin Balsam
37. Chassé-croisé (Make My Death Bed) : Pour le Nouvel An, M Taylor veut tuer sa femme. Avec James Best et Jocelyn Brando
38. Ambition : Un filou tente d'obtenir un appui venant d'un simplet. Avec Leslie Nielsen et Ann Robinson

(*) Épisode dont la version française a été perdue, disponible uniquement en DVD en VOST.

### Septième saison (1961-1962)
1. Le Carton à chapeaux (The Hatbox) : Perry a triché lors d'un examen. Son professeur veut le rencontrer. Avec Paul Ford
2. Pan! vous êtes mort (Bang! You're Dead) : Un garçon prend le pistolet de son oncle pour un jouet. Avec Bill Mumy
3. Maria : Un forain découvre la vérité sur un singe. Avec Norman Lloyd
4. Flic d'un jour (Cop for a Day) : Deux cambrioleurs ont peur d'être démasqués par leur meurtre. Avec Walter Matthau
5. Tenez-moi compagnie (Keep Me Company) : Une femme au foyer rencontre un détective. Avec Anne Francis
6. Beta Delta Gamma : Un étudiant commet une blague pour rejoindre une confrérie. Avec Barbara Harris et Barbara Steele
7. You Can't Be a Little Girl All Your Life : Un gant de poudre est le seul indice pour sauver une agression. Avec Dick York
8. Un vieux professionnel (The Old Pro) : Un vieux professionnel reprend du service. Avec Richard Conte
9. Un détective très privé (I Spy) : Le capitaine Morgan recherche sa femme disparue. Avec Kay Walsh
10. Services Rendered : Un amnésique consulte un médecin. Avec Hugh Marlowe
11. The Right Kind of Medicine : Un cambrioleur blessé réussit à échapper à la police. Avec Robert Redford
12. A Jury of Her Peers : Un homme est tué mais sa femme tricotait dans la pièce voisine. Avec Ann Harding
13. The Silk Petticoat : Une femme se marie pour l'argent mais le regrette. Avec Michael Rennie et Antoinette Bower
14. Bad Actor : Un acteur échange son arme contre une vraie. Avec Robert Duvall
15. The Door Without Key : Une amitié spéciale entre un vieux monsieur et un garçon se crée. Avec Claude Rains et John Larch
16. The Case of MJH : Maude est grugée par son patron. Avec Robert Loggia
17. The Faith of Aaron Menefee : Un mécanicien est amené à exercer la foi. Avec Sidney Blackmer et Andrew Prine
18. Instinct de survie (The Woman Who Wanted to Live) : Un motocycliste aide un fugitif. Avec Charles Bronson et Lola Albright
19. Strange Miracle : Un homme handicapé crée le mystère. Avec David Opatoshu
20. The Test : Un avocat accepte de défendre un membre de gang. Avec Brian Keith et Eduardo Ciannelli
21. Burglar Proof : Harrison Fell tente de vendre la sécurité de ses clients. Avec Paul Hartman et Robert Webber
22. La Baby-Sitter (The Big Score) : Une baby-sitter permet à ses amis punks de cambrioler ses employeurs. Avec Phillip Reed
23. Profit-Sharing Plan : C'est la veille de Noël et Miles reçoit un cadeau inattendu. Avec Henry Jones
24. L'Éternel Trio (Apex) : Clara n'a aucunement confiance en son amant. Avec Patricia Breslin
25. The Last Remains : Un entrepreneur de pompes funèbres souhaite réorganiser son entreprise. Avec John Fiedler
26. Ten O'Clock Tiger : Arthur Duffy organise une course. Avec Robert Keith et Frankie Darro
27. Act of Faith : Un scénariste aide dans le sponsor d'un livre. Avec George Grizzard
28. The Kerry Blue : Thelma n'en peut plus de passer après son chien dans le cœur de son mari. Avec Gene Evans et Carmen Mathews
29. The Matched Pearl : Un bijoutier vend une perle hors de prix. Avec John Ireland et Sharon Farrell
30. What Frightened You, Fred ? : Un détenu préfère rester en prison que de sortir. Avec R.G. Armstrong et Edward Asner
31. Most Likely to Succeed : Un homme se rend à une réunion de camarades de classe. Avec Joanna Moore
32. Victim Four : Drake retrouve l'ancien amant de sa femme. Avec Peggy Ann Garner
33. The Opportunity : Une cambrioleuse a l'occasion de sauver sa tête. Avec Richard Long
34. The Twelve Hour Caper : Herbert serait le dernier que l'on accuserait de cambriolage. Avec Dick York
35. The Children of Alda Nuova : Frankie Fane participe à un voyage touristique. Avec Jack Carson
36. First Class Honeymoon : Edward vend sa femme pour un prix dérisoire. Avec Robert Webber et Jeremy Slate
37. The Big Kick : Un universitaire est arnaqué par deux beatniks. Avec Wayne Rogers et Anne Helm
38. Where Beauty Lies : Une femme souffre d'un complexe d'infériorité. Avec Cloris Leachman et George Nader
39. The Sorcerer's Apprentice : Une assistante cherche un partenaire pour un tour de magie, le tour de la femme coupée en deux.. Avec Brandon De Wilde et Diana Dors

### Épisodes réalisés par Alfred Hitchcock
- L'Accident (Breakdown, 1955)
- C'est lui (Revenge, 1955)
- Le Cas de M. Pelham (The Case of Mr. Pelham, 1955)
- De retour à Noël (Back for Christmas, 1956)
- Jour de pluie (Wet Saturday, 1956)
- Le Secret de M. Blanchard (Mr Blanchard's Secret, 1956)
- Incident de parcours (One More Mile to Go, 1957)
- Crime parfait (The Perfect Crime, 1957)
- L'inspecteur se met à table (Lamb to the Slaughter, 1958)
- Le Plongeon (A Dip in the Pool, 1958)
- Poison (Poison, 1958)
- Le Fantôme de Blackheat (Banquo's Chair, 1959)
- Arthur (Arthur, 1959)
- La Tranchée de cristal (The Crystal Trench, 1959)
- Le Manteau (Mrs Bixby and the Colonel's Coat, 1960)
- Caracolade (The Horseplayer, 1961)
- Haut les mains (Bang! you're Dead, 1961)
- J'ai tout vu (I Saw the Whole Thing, 1962) : série The Alfred Hitchcock Hour (Suspicion), saison 1, épisode 4

Note : Dans le coffret de cinq DVD publié par Universal Pictures en 2005, on trouve, en plus de l'intégrale des 18 épisodes « réalisés par le maître », deux épisodes réalisés par Alfred Hitchcock pour le lancement d'autres séries télé :
- Pris au piège (Four O'clock, 1957), de la série Suspicion[4]
- Voici l'incident (Here Is the Incident ou Incident at the Corner, 1960), de la série Startime[5]

## Récompenses
- Emmy Awards 1956 : Meilleur montage pour l'épisode Breakdown
- Emmy Awards 1957 : Meilleur scénario de James P. Cavanagh pour l'épisode Fog Closing In
- Emmy Awards 1958 : Meilleure réalisation de Robert Stevens pour l'épisode The Glass Eye
- Golden Globe Award 1958 : Meilleure série

## Autour de la série
- La série donne naissance à un magazine de nouvelles littéraires appelé l’Alfred Hitchcock's Magazine, publié par H.S.D Publication Inc. Cependant, Hitchcock n’est pas impliqué dans la sélection littéraire du magazine. Pendant plusieurs années, il se borne à écrire l'éditorial de chaque mois. La revue existe toujours, mais a été rachetée par le groupe Dell Magazines en 1997. Depuis, le titre du magazine a été modifié pour Alfred Hitchcock’s Mystery Magazine. C’est aujourd’hui l’une des plus anciennes revues du genre.

- Vingt ans après le clap de fin de la série originale, et cinq années après la disparition du réalisateur, Alfred Hitchcock présente a eu droit à une nouvelle version, démarrée sur NBC. Outre le fait de remettre en scènes des scénarios déjà adaptés dans les années 1960, ce remake a la particularité d’être lui aussi présenté par Alfred Hitchcock, dont les prestations ont été colorisées[1]. La série s'intitule aussi Alfred Hitchcock présente.

## DVD (France)
- Chez Elephant Films :
- Alfred Hitchcock présente, la série originale saison 1 coffret 6 DVD sous fourreau cartonné (39 épisodes) le 23 novembre 2016 au ratio plein écran 1.33:1 en anglais et français 2.0 mono avec sous-titres français. Les copies sont remastérisées. En supplément, un livret collector de 24 pages [6].

- Alfred Hitchcock présente, la série originale saison 2 coffret 6 DVD sous fourreau cartonné (39 épisodes) le 23 novembre 2016 au ratio plein écran 1.33:1 en anglais et français 2.0 mono avec sous-titres français. Les copies sont remastérisées. En supplément, un livret collector de 24 pages [7].

- Alfred Hitchcock présente, la série originale saison 3 coffret 6 DVD sous fourreau cartonné (39 épisodes) le 29 mars 2017 au ratio plein écran 1.33:1 en anglais et français 2.0 mono avec sous-titres français. Les copies sont remastérisées. En supplément, un livret collector de 24 pages [8].

- Alfred Hitchcock présente, la série originale saison 4 coffret 6 DVD sous fourreau cartonné (36 épisodes) le 31 mai 2017 au ratio plein écran 1.33:1 en anglais et français 2.0 mono avec sous-titres français. Les copies sont remastérisées. En supplément, un livret collector de 24 pages [9].

- Alfred Hitchcock présente, la série originale saison 5 coffret 6 DVD sous fourreau cartonné (38 épisodes) le 23 août 2017 au ratio plein écran 1.33:1 en anglais et français 2.0 mono avec sous-titres français. Les copies sont remastérisées. En supplément, un livret collector de 24 pages [10].

- Alfred Hitchcock présente, la série originale saison 6 coffret 6 DVD sous fourreau cartonné (38 épisodes) le 13 décembre 2017 au ratio plein écran 1.33:1 en anglais et français 2.0 mono avec sous-titres français. Les copies sont remastérisées. En supplément, un livret collector de 24 pages [10].

- Alfred Hitchcock présente, la série originale saison 7 coffret 6 DVD sous fourreau cartonné (39 épisodes) le 25 avril 2018 au ratio plein écran 1.33:1 en anglais et français 2.0 mono avec sous-titres français. Les copies sont remastérisées. En supplément, un livret collector de 24 pages [11].

- Chez Universal Pictures :
- Alfred Hitchcock présente, la série TV, 20 épisodes en VOST boitier 5 DVD (20 épisodes) le 14 février 2006 au ratio plein écran 1.33:1 en français et anglais 2.0 mono avec sous-titres français (13 épisodes sont doublés en français). Il s'agit d'une sélection d'épisodes sur l'intégrale de la série. Aucun bonus ou suppléments sur la série [12].

- Alfred Hitchcock présente, la série TV, 12 épisode en VF boitier 3 DVD (12 épisodes) le 14 février 2006 au ratio plein écran 1.33:1 en français et anglais 2.0 mono avec sous-titres français. Il s'agit d'une sélection d'épisodes de l'intégrale, tous réalisés par Hitchcock[13]. Aucun supplément sur les coulisses de la série.

- Alfred Hitchcock présente, volume 1 DVD Keep Case (5 épisodes) le 25 mars 2008 au ratio plein écran 1.33:1 en français et anglais 2.0 mono avec sous-titres français. Les épisodes présents sont :
  - Le Crime parfait - Le Cas de monsieur Pelham - Le Secret de M. Blanchard - Incident de parcours - Arthur

- Alfred Hitchcock présente, volume 2 DVD Keep Case (3 épisodes) le 25 mars 2008 au ratio plein écran 1.33:1 en français et anglais 2.0 mono avec sous-tires français. Les épisodes présents sont :
  - J'ai tout vu (Provenant de la série Suspicion) - Jour de pluie - C'est lui

- Alfred Hitchcock présente, volume 3 DVD Keep Case (4 épisodes) le 25 mars 2008 au ratio plein écran 1.33:1 en français et anglais 2.0 mono avec sous-titres français. Les épisodes présents sont :
  - Haut les mains - Pris au piège (Provenant de la série Suspicion) - L'inspecteur se met à table - Le Manteau